# Milena
Milena je žensko osebno ime.

## Izvor imena
Ime Milena je izpeljano iz zloženih slovanskih imen, od katerih je ena sestavina mil, npr. Vojmil, Ljudmila. Možna pa je tudi izpeljava iz pridevnika mila, in sicer s sufiksi -ena, -ica, -ka. Ime Milena spada med najstarejša slovanska imena, dokazano zapisana že v najstarejši češčini.

## Različice imena
- ženske različice imena: Mila, Milada, Miladinka, Milana, Milanca, Milanda, Milanija, Milanja, Milanka, Milenca, Milenija, Milenka, Mileva, Mili, Milica, Milija, Milijanka, Miljana, Miljanka, Milika, Milina, Milinka, Milislava, Milivoja, Milivojka, Milja, Miljana, Miljanka, Miljena, Milka, Milkica, Milojka, Milodraga, Milomira, Milomirka, Milorada, Milosava, Miloslavka, Miloša, Miloška, Milovana, Milovanka, Milunka, Miluša, Miluška, Milislava
- moške različice imena: Milan, Milen, Milenko, Miloslav

## Tujejezikovne različice imena
- pri Čehih: Milena
- pri Madžarih: Miléna
- pri Švedih: Mylene

## Pogostost imena
Po podatkih Statističnega urada Republike Slovenije je bilo na dan 31. decembra 2007 v Sloveniji število ženskih oseb z imenom Milena: 8.387. Med vsemi ženskimi imeni pa je ime Milena po pogostosti uporabe uvrščeno na 19. mesto.

## Osebni praznik
V koledarju je ime Milena uvrščeno k imenu Emilijana, ki goduje 5. januarja in 30. junija.